# Lista de presidentes da Finlândia

Bandeira do Presidente da Finlândia.

A Finlândia tornou-se um país independente a 6 de dezembro de 1917. Até o final da Guerra Civil Finlandesa em maio de 1918, o chefe de estado provisório (regente) da "Finlândia Branca" foi Pehr Evind Svinhufvud, que também era o líder do Senado. Do lado da República Socialista da Finlândia, o chefe de estado era Otto Ville Kuusinen.
Entre maio de 1918 e julho de 1919, a Finlândia teve, nominalmente, dois chefes de estado:
- Um rei eleito, Frederico Carlos de Hesse, que não chegou a assumir o poder, e renunciou ao trono, e
- Carl Gustaf Emil Mannerheim, que governou provisoriamente entre 12 de dezembro de 1918 e 27 de julho de 1919. Depois de 1919, a Finlândia tornou-se definitivamente uma república.

## Presidência
De acordo com a Constituição finlandesa de 1919, o presidente é eleito pelo voto popular para um período de 6 anos, com possibilidade de releição. Para candidatar-se, deve ser finlandês nato. Segue-se a lista de Presidentes da Finlândia:
| #   |  | Nome                        | Início da presidência | Término da presidência | Partido                               |
| --- |  | --------------------------- | --------------------- | ---------------------- | ------------------------------------- |
| 1.  |  | Kaarlo Juho Ståhlberg       | 27 de julho, 1919     | 1 de março, 1925       | Partido Progressivo Nacional          |
| 2.  |  | Lauri Kristian Relander     | 1 de Março, 1925      | 1 de março, 1931       | Partido Agrário                       |
| 3.  |  | Pehr Evind Svinhufvud       | 1 de março, 1931      | 1 de março, 1937       | Partido da Coligação Nacional         |
| 4.  |  | Kyösti Kallio               | 1 de março, 1937      | 19 de dezembro, 1940   | Partido Agrário                       |
| 5.  |  | Risto Ryti                  | 19 de dezembro, 1940  | 4 de agosto, 1944      | Partido Progressivo Nacional          |
| 6.  |  | Carl Gustaf Emil Mannerheim | 4 de agosto, 1944     | 8 de março, 1946       | Comandante Militar                    |
| 7.  |  | Juho Kusti Paasikivi        | 8 de março, 1946      | 1 de março, 1956       | Partido da Coligação Nacional         |
| 8.  |  | Urho Kekkonen               | 1 de março, 1956      | 27 de janeiro, 1982    | Partido Agrário                       |
| 9.  |  | Mauno Koivisto              | 27 de janeiro, 1982   | 1 de março, 1994       | Partido Social-Democrata da Finlândia |
| 10. |  | Martti Ahtisaari            | 1 de março, 1994      | 1 de março, 2000       | Partido Social-Democrata da Finlândia |
| 11. |  | Tarja Halonen               | 1 de março, 2000      | 1 de março, 2012       | Partido Social-Democrata da Finlândia |
| 12. |  | Sauli Niinistö              | 1 de março, 2012      | 1 de março, 2024       | Partido da Coligação Nacional         |
| 13. |  | Alexander Stubb             | 1 de março, 2024      | Incumbente             | Partido da Coligação Nacional         |